# ルネ・ドゥペストル
ルネ・ドゥペストル（René Depestre、1926年8月29日 - ）は、ハイチ生まれの詩人、小説家、随筆家。マルクス主義・シュルレアリスムの文芸誌『ラ・リューシュ』を創刊し、同誌を中心とする反体制活動によりフランス亡命を強いられた。キューバ革命を支持し、キューバで20年間、主に国家機関の文化事業に貢献したが、カストロ政権による思想弾圧に抗議し、1978年に再びフランス亡命。ユネスコ代表を務める傍ら、執筆活動を続けた。後にルノードー賞、アポリネール賞など多くの賞を受け、国際的な評価を受けた。邦訳に短編集『ハイチ女へのハレルヤ』などがある。

## 背景
ルネ・ドゥペストルは1926年8月29日、ハイチ南部の港町ジャクメルで薬剤助手（後に税関職員）リュック・ドゥペストルとデジャニラ・オリオルの間に生まれた。5人兄弟姉妹の末子で、兄モーリスを除いて、姉レイモンドとリュースはカナダ、兄ロジェはベネズエラにそれぞれ移住した。2005年から2010年までカナダ総督を務めたミカエル・ジャンは姪（姉リュースの娘）である。デゥペストルは故郷ジャクメルを題材にした詩を多く書いている。
一家は田舎に越し、ドゥペストルはキリスト教教育修士会運営の初等教育学校に通った。母はキリスト教徒であったが、ドゥペストルを毎年、ヴードゥー教の儀式に連れて行き、参加させた。ヴードゥー教は西アフリカのダホメ王国で生まれ、ハイチでキリスト教との習合により発展した民間信仰である。ドゥペストルはヴードゥー教を内側から知ることで、自らは「無宗教である」としながらも、ヴードゥーの神々は、「ハイチのルーツの表現となっている」と語っている。
父を早くに亡くし、ポルトープランスに越した。母は裁縫師の仕事をしながら5人の子どもを育てた。ポルトープランスでは何度か引っ越し、ラ・サリーヌ、テット＝ブフ、バー＝プー＝ド＝ショーズ、ブールドンなどのスラム街に住んだ。
母方の曽祖父カンジェ・ルブランはもともとアカディア（アメリカ合衆国メイン州東部からカナダのノバスコシア州にかけての地域）に住んでいたが、フレンチ・インディアン戦争勃発（1755年）後の英国軍によるアカディア住民の強制移住により、フランス領サン＝ドマング植民地に追放された。サン＝ドマングでは、トゥーサン・ルーヴェルチュールらが率いる史上初の黒人革命（ハイチ革命）により、1804年に独立宣言、ハイチ帝国が成立した。カンジェ・ルブランの娘（ドゥペストルの母方の祖母）セリア・ルブランの夫、ソロン・オリオル将軍はハイチ革命で銃殺された。ドゥペストルは幼くしてこの祖母セリア・ルブランに預けられ、仕立屋であった叔父ガストン・オリオルに弟子入りし、裁縫の仕事（男性用衣類の採寸から裁断、ミシン縫い、寸法直しまで）を学んだ。

## マルクス主義
ジャクメルのパンシナ高等学校に通い、ポルトープランスの家族のもとに戻った後、アレクサンドル・ペション高等学校を卒業した。高校の英語教員デウィット・ピーターズは米国生まれの水彩画家で、1944年にポルトープランスに芸術センターを創設し、ハイチ絵画の魅力を世界に知らしめた人物である。高校生のとき、作家ジャック・ルーマンの招きに応じてポルトープランスを訪れたキューバの詩人ニコラス・ギジェン（ニコラス・ギジェンは黒人音楽やアフリカ性を表現する手段としてオノマトペを用いたことで知られる）に出会い、以後、親交を深めることになった。また、若者たちの敬愛の的であったルーマンの影響でフランスやアメリカの作家を知るようになったが、ルーマンは1944年に37歳の若さで謎の死を遂げた。この頃、反体制派の新聞『ラ・ナシオン』の編集委員であった急進派の弁護士アンドレ・ビストゥーリと知り合い、マルクス主義思想に傾倒したが、その真髄に触れたのは、アンドレ・マルロー、マクシム・ゴーリキーの小説やポール・エリュアール、ルイ・アラゴンの詩を通じてである。さらに、マルティニークの詩人エメ・セゼールが、シャルル・ド・ゴール率いる自由フランスのハイチ代表であった医師・作家のピエール・マビーユの招きに応じてポルトープランスを訪れ、セミナーを行ったのを機に、セゼールとの交友が始まり、後にパリで再会することになる。

## レスコー独裁政権批判
1945年に国家の助成金を受けて国立印刷所から処女詩集『火花』を出版した。当時大きな影響力をもっていた民俗学者・作家のジャン・プリス＝マルスに評価され、好評を博した。友人のテオドール・バケール、ジャック・ステファン・アレクシス、ロロール・サン＝ジュスト、ジェラール・ブロンクール、ジェラール・シェネらとともに文芸誌『ラ・リューシュ（蜂の巣）』を創刊し、翌46年の終刊まで編集長を務めた。これはシュルレアリスム運動の一環であり、同時にまた、ドミニカ共和国の独裁者ラファエル・トルヒーヨの援助を背景に大統領に当選したとされるエリ・レスコーの独裁体制に抗議する運動でもあった。ドゥペストル、アレクシス、ロジェ・アングラード、ロジェ・ガヤール、イヴ・ピエール連名の「生きる前の遺言書」と題する声明で、その思想・政治・社会行動指針として「マルクス主義、レーニン主義、スターリン主義の原則に従う」と明言した。同年12月、『ラ・リューシュ』のシュレアリスムおよびアンドレ・ブルトン特集号が発禁処分を受けて政府に押収された。これは、ブルトンがポルトープランスで講演を行い、ドゥペストルの詩を朗読したのを記念して刊行した号である。ドゥペストルは『ラ・リューシュ』に「アンドレ・ブルトンの反ファシズムの信念はフランスの国境を越え、（中略）彼のシュルレアリスムは、反動的作家が固執していた古臭い価値観を断固として否定するものであった」と書いており、ブルトンとの出会いは、ドゥペストルの人生に決定的な影響を及ぼすことになった。
『ラ・リューシュ』が再刊されたのは、レスコー政権崩壊（レスコー亡命）後の1946年2月のことだが、反体制派の雑誌を発行していたドゥペストルとデケールは破壊工作を行ったとされ、1月5日に逮捕・収監された。政府の言論統制に対する大規模な抗議デモが起こり、二人はまもなく釈放されたが、ブルトン、マビーユ、ブロンクールは国外追放を受けた。ドゥペストルは、レスコー政権打倒につながったゼネストで中心的な役割を担ったマルクス主義革命学生運動の指導者らとともに、第二次人民社会党 (PSP) の結成に参加し、再び逮捕され、国家刑務所に収監されたが、今度もまた抗議デモにより釈放された。収監中に第二の詩集『血の花束』を書き始めた。『ラ・リューシュ』は6月に終刊となった。ドゥペストルは政府の奨学金を受けてフランスの大学に進むことになったが、これは、新政府が妥協を許さない強硬派のドゥペストルを厄介払いするためであった。

## フランス亡命
友人のブロンクールがフランスに亡命し、アレクシスも奨学金を受けてパリの大学に通っていた。パリの駅でドゥペストルを迎えたのはエメ・セゼールであり、当時、共産党代表であったセゼールはドゥペストルを直接共産党本部へ案内した。ブロンクール、アレクシスに合流し、しばらく2人が借りていたパリ9区のアパートに身を寄せた後、国際大学都市キューバ館に入居した。同国人で後に政権批判の小説『犬ども』(1961年出版) を発表することになるフランシス＝ジョアヒム・ロワ、および1947年にセネガル生まれで黒人文化の解放に寄与したアリウン・ジョップによって創刊されたパン・アフリカ主義の文芸誌『プレザンス・アフリケーヌ（アフリカの現前）』に寄稿していた知識人らと知り合った。
当初は母の希望に従って医学を勉強したがすぐに断念し、ソルボンヌ大学で文学、パリ政治学院で政治学を学んだ。一方で、フランス共産党に入党し、同党や書記長のモーリス・トレーズ、スターリンを称える詩を書いた。1947年には、世界民主青年連盟により、プラハで開催された世界青年学生祭典に派遣され、次いでサラエボで鉄道建設工事の作業員に志願し、ここでユーゴスラビア共産主義者同盟の指導者ヨシップ・ブロズ・チトーに出会った。パリに戻ると、エルザ・トリオレの主導で結成された「若手詩人グループ」に参加し、多くのフランス知識人と知り合った。ソルボンヌ大学で、ハンガリー生まれのフランス人学生エディット・コンボ（後に筆名エディット・ソレルで『革命』（キューバ共産党中央委員会の機関紙『グランマ』の前身の一つ）に寄稿）に出会い、翌49年7月に結婚した。

## 亡命生活 - 共産主義活動
フランスで脱植民地化運動に積極的に関わっていたドゥペストルは何度か逮捕され、1950年に国外追放を言い渡された。在仏チェコスロバキア大使で画家のアドルフ・ホフマイステルの取り計らいでプラハに逃れることができ、翌51年にブラジルから亡命した作家ジョルジェ・アマードに秘書として雇われた。スターリンやトレーズを称える詩を含み、同年に発表された『明るさの群生』は、エメ・セゼールが序文を書いている。8月に東ベルリンで開催された第3回世界青年学生祭典に参加し、ニコラス・ギジェンに再会した。ユダヤ系の妻エディットがイスラエルのスパイの容疑でチェコの国家保安部に逮捕され、まもなく釈放されたが、次いでチトー主義者として逮捕されたルドルフ・スラーンスキーらが1952年の裁判で死刑判決を受けたことを批判したために、ドゥペストル夫妻は国家保安部にアメリカ帝国主義のスパイと見なされ、住居から追放された。ドゥペストル夫妻は、ギジェンに勧められてプラハを離れ、ミラノ、ジェノヴァを経てキューバへ向かったが、フルヘンシオ・バティスタ独裁政権下のキューバで今度はハイチ大使館にソ連のスパイの容疑をかけられ逮捕、収監された。3週間後にイタリアに追放され、ジェノヴァに着いた夫妻は、非合法でフランスに入国。アラゴンとブロンクールの助力を得て「フランス思想会館」に受け入れられたが、フランスからもイタリアからも滞在許可を得ることができなかったため、しばらく共産党員の知り合いのアパートに非合法で滞在したが、再び国外追放を言い渡されたため、共産党のつてでオーストリアに向かい、世界平和評議会の仕事を引き受けるなどして1か月間オーストリアに滞在した。いったんプラハに戻ったが、ジョルジェ・アマードと大陸文化会議を組織することになりチリに向かった。チリではパブロ・ネルーダの秘書を務めた。チリに7か月滞在した後、ブラジルでアマードに合流した。サンパウロで2年以上にわたってフランス語を教え、その傍ら偽名を使ってブラジル共産党の非合法活動に参加した。
この頃、セゼールとの間でネグリチュード（パリに結集したフランス領植民地の黒人知識人が起こした文学運動）において意見の対立があった。ドゥペストルをはじめとするマルクス主義者はネグリチュードをやや過激な運動と考えていたからであり、さらにはフランス語黒人作家の間に起こった国民詩論争においてセゼールと対立したからである。これは、アラゴンがフランス詩は国民的伝統から生まれるとして「国民詩」を提唱し、ドゥペストルがこれに賛同したのに対して、セゼールが猛反対し、『プレザンス・アフリケーヌ』誌上で繰り広げられた論争である。ドゥペストルは、ネグリチュードに対する彼の思想的立場を、1980年出版の『ネグリチュードにこんにちは、そして、さようなら』で表明している。
1955年末に、ドゥペストルは再びフランスに向かった。レオポール・セダール・サンゴールの尽力により滞在許可が下りたからである。ドゥペストルはパリ13区に居を構え、詩人ピエール・セゲルスが設立したセゲルス出版社から詩集『はるか沖合から召喚されて』を出版した。1956年9月、『プレザンス・アフリケーヌ』誌主催の第1回パン・アフリカ主義黒人作家・芸術家会議に出席し、奴隷制や植民地化を経た黒人の経験の多様性を考慮した普遍主義的ネグリチュードを提唱した。『プレザンス・アフリケーヌ』のほか、全体主義批判を展開した『エスプリ』、対独レジスタンス運動の「国民戦線」により創刊された『レットル・フランセーズ（フランス文学）』などに寄稿し、『シュルレアリスムの歴史』などで知られる文芸批評家モーリス・ナドーらが創刊した『レットル・ヌーヴェル』にスターリン主義を批判する記事を掲載した。
1957年、ポール・マグロワール大統領が国外に逃亡し、フランソワ・デュヴァリエが大統領に就任したとき、ドゥペストルはようやくエディットとともにポルトープランスの母のもとに戻ったが、ドゥペストルが所属する人民民主党 (PDP) とアレクシスが結成した人民協調党 (PEP) の間に、次期大統領選で掲げる革命戦略について意見の対立が生じ、『ル・ヌーヴェリスト』紙上で激しい論争となった。また、デュヴァリエ大統領から外務省文化担当任命の申し出を受けた。ドゥペストルは子どもの頃からデュヴァリエを知っており、彼と同じポルトープランスのスラム街に暮らしていたときには、医師「パパ・ドク」の治療を受けたこともあったが、この申し出を断り、率直にデュヴァリエ独裁政権を批判した。この結果、ドゥペストルは1年にわたって自宅軟禁下に置かれることになった。

## キューバ革命
1959年、キューバ革命でアメリカ合衆国の傀儡政権であったフルヘンシオ・バティスタ独裁政権の打倒を目指すカストロに共鳴する武装ゲリラが闘争を開始したことを知り、ハイチ共産党非合法グループのスターリン主義者らの反対を押し切って、ハバナに向かった。ハバナでギジェンとチェ・ゲバラに会い、ゲリラ戦の訓練を受けた。デュヴァリエ政権打倒を目指してのことであった。ドゥペストルはこのためにハイチ国籍を剥奪された。ドゥペストルは以後約20年間にわたってキューバで暮らし、キューバ革命の直後に創設された文化機関カサ・デ・ラス・アメリカス、外務省、国家出版部、国家文化評議会、ラジオ・ハバナ・キューバ、作家協会、ハバナ文化会議準備委員会などの活動に参加する傍ら、執筆活動を続けた。また、共産党機関紙の記者として、ソ連、中国、ベトナムなどで取材を行った。モスクワには特派員として派遣され、中国では毛沢東、周恩来、ベトナムではホー・チ・ミンに取材した。アレクシスとはハイチのマルクス主義者の間に生じた対立を解消するために話し合いを続けていたが、和解にこぎつけたのは、1969年、武装闘争によるデュヴァリエ政権打倒を目指すハイチ共産主義者統一党 (PUCH) の結成によってである。1961年にエディット・ソレルと離婚。彼女はアイヒマン裁判の取材のためにイスラエルに向かい、親族に説得されてキューバには戻らない決意をした。1963年にキューバのイラストレーター、ネリー・コンパロと再婚し、二子をもうけた（1964年、1972年）。
1964年にセゲルス出版社から詩集『ある海棲動物の日誌』、67年にプレザンス・アフリケーヌ社から『キリスト教西欧世界にかかる虹』が出版された。68年発表の『10月のカンタータ』は1967年10月9日にボリビアで没したチェ・ゲバラに捧げる詩集であり、西仏2か国語で出版された。

## パディージャ事件
1968年、キューバでパディージャ事件が起きた。キューバ革命を支持していた詩人エベルト・パディージャがカストロ政権批判に転じたために反体制派だと糾弾された事件である。1971年3月、パディージャは逮捕、拘留された。これに対して、マリオ・バルガス・リョサ、フリオ・コルタサル、ジャン＝ポール・サルトルらの革命を支持していたスペイン語圏・フランス語圏および一部の西欧の知識人がこの思想弾圧に抗議したために、パディージャは翌月に釈放されたが、自己批判を強いられ、一転して反革命的な作家・芸術家を批判した。この転向により、キューバ支持のラテンアメリカ知識人のあいだに分裂が生じ、マリオ・バルガス・リョサらはカストロ政権をスターリン主義的だと糾弾した。ドゥペストルもその一人であり、パディージャの自己批判文を「嘆かわしいことだ」としながらも、「（パディージャは）渡された文書を読んだだけだ。私はこの不正を知っていたから、最終的にはパディージャを擁護した」と語っている。だが、このパディージャ擁護のために「革命の敵」とされたドゥペストルは、これまで関わっていた国家機関のすべての職を解かれ、ハバナ大学で歴史・文化講座を担当するよう命じられた。だが、この任命は体裁を取り繕うための方便にすぎず、警察官が学生のふりをして受講しているだけであった。なお、ドゥペストルは、2016年のカストロ死去後のインタビューで、「今年になってようやく、キューバと和解した」と語った。

## 再び、フランス亡命
1976年出版の『キューバの詩人』はキューバ革命を題材としながらもカストロ政権批判を含むものであったため、キューバでは発禁処分を受け、パリで出版された。この頃、各国の共産主義政権に失望し、共産党を脱退した。1978年にはジャマイカの西インド諸島大学モナ校で、2か月間、現代フランス文学講座を担当した。同年、家族とともに渡仏し、ユネスコの活動に貢献した。最初はパリ本部に勤務し、さらに文化事業のために世界各地に赴任した。1975年にキューバで削除版（スペイン語版）として出版された処女小説『宝棒』の完全フランス語版がガリマール社から出版された。1982年、短編集『ハイチ女へのハレルヤ』が同じくガリマール社から出版。1984年には日本で開催された国際ペンクラブ会議にユネスコ代表として参加した。1985年、サンゴールが議長を務める世界詩人会議の第8部会にユネスコ代表として参加し、「危機に直面した世界において、詩に何ができるか」と題する講演を行った。1986年、ユネスコを辞任し、家族とともに南仏オード県のレジニャン・コルビエールに越した。以後、執筆活動に専念し、ゴンクール賞（短編小説部門）、ルノードー賞、アポリネール賞など数々の賞を受け、多くの言語に翻訳され、世界的な評価を得ることになった。1991年、ハイチのジャン＝ベルトラン・アリスティド大統領はドゥペストルに何度か電話し、ハイチに戻るよう説得したが、ドゥペストルはこれを拒否し、同年、家族とともにフランスに帰化した。
2004年に来日し、東北大学で講演「トゥッサン・ルーヴェルチュールからエメ・セゼールまで」、日仏会館・フランス国立日本研究所（UMIFRE19 フランス外務省・国立科学研究センター）で講演「ハイチ ― 1804年の革命と2004年の政変」を行った。
2005年、ジャン＝ピエール・ラファラン首相により、ミシェル・バルニエ外相、作家レジス・ドゥブレとともにハイチに派遣され、45年ぶりの帰国を果たした。アンスティチュ・フランセ・ハイチで講演を行った後、グアドループ、マルティニークを訪れた。

## 受賞・栄誉
- 1982年、短編小説「ハイチ女へのハレルヤ」でゴンクール短編小説賞。
- 1988年、短編集『私の夢を変転させるアドリアナ』でルノードー賞、フランス文学者協会（フランス語版）小説賞、ベルギー王立フランス語フランス文学アカデミー（フランス語版）小説賞。
- 1991年、全作品に対して、アフリカ詩チカヤ・ウ・タムシ（フランス語版）賞。
- 1993年、『自選詩集』でギヨーム・アポリネール賞。
- 1995年、ジョン・サイモン・グッゲンハイム記念財団（英語版）助成金（グッゲンハイム・フェロー）。
- 1995年、『宝棒』でグリンツァーネ・カヴール賞（イタリア）。
- 1998年、全作品に対して、カリブ海地域・全世界のカルベ賞（エドゥアール・グリッサン主催）
- 1998年、全作品に対して、アカデミー・フランセーズ詩部門大賞。

## 邦訳作品
- 『ハイチ女へのハレルヤ』立花英裕、後藤美和子、中野茂共訳、水声社、叢書フィクションの楽しみ、2018年（ハイチ女へのハレルヤ / 山のロゼナ / ジョルジーナの水浴 / 白い影のニグロ / ナッシュビルへ向かう救急車 / 地理的放蕩学の回想 / 夕立 / ティスコルニアの婚礼 / ご挨拶 / ジャクメルへの帰郷）。
- 「ルネ・ドゥペストル詩選」恒川邦夫編訳『現代詩手帖』48巻8号、思潮社、2005年。

## 著書

### 詩集
- Étincelles (火花), Port-au-Prince, Imprimerie de l'État, 1945.
- Gerbe de sang (血の花束), Port-au-Prince, Imprimerie de l'État, 1946.
- Végétations de clarté (明るさの群生), Paris, Seghers, 1951 (序文エメ・セゼール).
- Traduit du grand large (はるか沖合から召喚されて), Paris, Seghers, 1952.
- Minerai noir (黒鉱), Paris, Présence Africaine, 1956.
- Journal d'un animal marin (ある海棲動物の日誌), Paris, Seghers, 1964.
- Un Arc-en-ciel pour l'Occident chrétien (キリスト教西欧にかかる虹), Paris, Présence Africaine, 1967.
- Cantate d'octobre (10月のカンタータ), La Havane, Institut du Livre; Alger, SNED, 1968.
- Poète à Cuba (キューバの詩人), Paris, Oswald, 1976 (序文クロード・ロワ).
- En état de poésie (詩の状態で), Paris, Éditeurs français réunis, 1980.
- Au matin de la négritude (ネグリチュードの夜明け), Paris, Euroediteur, 1990 (序文ジョルジュ＝エマニュエル・クランシエ（フランス語版）).
- Journal d'un animal marin (ある海棲動物の日誌), Paris, Gallimard, 1990 - 詩選集 1956-1990.
- Anthologie personnelle (自選詩集), Arles, Actes Sud, 1993.
- Non-assistance à poètes en danger (危険にさらされている詩人を救う義務の不履行), Paris, Seghers, 2005 (序文ミシェル・オンフレ).
- Rage de vivre (生への飽くなき欲求), Paris, Seghers, 2007 (ルネ・ドゥペストル全詩集)

### 小説・短編
- Le Mât de Cocagne (宝棒), Paris, Gallimard, 1979; Folio, 1998.
- Alléluia pour une femme-jardin, Paris, Gallimard, 1981; Folio, 1986, 1990.
  - 『ハイチ女へのハレルヤ』立花英裕、後藤美和子、中野茂共訳、水声社、叢書フィクションの楽しみ、2018年（ハイチ女へのハレルヤ / 山のロゼナ / ジョルジーナの水浴 / 白い影のニグロ / ナッシュビルへ向かう救急車 / 地理的放蕩学の回想 / 夕立 / ティスコルニアの婚礼 / ご挨拶 / ジャクメルへの帰郷）。
- Hadriana dans tous mes rêves (私の夢を変転させるアドリアナ), Paris, Gallimard, 1988; Folio 1990.
- Éros dans un train chinois (中国列車に乗ったエロス), Paris, Gallimard, 1990; Folio, 1993.
- « La mort coupée sur mesure » (オーダーメイドの死) - Noir des Îles (『諸島の黒さ』所収), Paris, Gallimard, 1995.
- Ainsi parle le fleuve noir (黒い河はかく語る), Paris, Paroles d'Aube, 1998.
- Comment appeler ma solitude (私の孤独を何と名付けたらいいのか), Paris, Stock, 1999.
- Encore une mer à traverser (越えなければならないもう一つの海), Paris: La Table Ronde, 2005.
- L'Œillet ensorcelé et autres nouvelles (魅惑のカーネーションほか短編), Paris, Gallimard, 2006.
- Popa Singer (ポパ、シンガー), Paris, Éditions Zulma, 2016.

### 随筆・評論
- Pour la révolution pour la poésie (詩の革命のために), Montréal, Leméac, 1974.
- Bonjour et adieu à la négritude (ネグリチュードにこんにちは、そして、さようなら), Paris, Laffont, 1980; 1989.
- Le Métier à métisser (織り交ぜる仕事), Paris, Stock, 1998.

### 自伝
- Bonsoir tendresse (優しさにこんばんは), Paris, Odile Jacob, 2018.

### 共著
- « Adieu à la Révolution » (革命への別れの言葉), « En fils créole de la francophonie » (フランス語圏のクレオールの息子として), « Les aventures de la créolité » (クレオール性の冒険) - Écrire la « parole de nuit », la nouvelle littéraire antillaise (『「夜の言葉」を書く ― 新アンティル文学』所収) Paris, Gallimard, Folio essais, 1994.
- « Vive la lecture » (読書、万歳) - En quête du livre (『本を探して』所収) Paris, Paroles d'aube, 1997.

## 参考資料
- Léon-François Hoffmann, Chronologie de René Depestre (2013), Île en île - ハイチ文学・文化専門家で作家のレオン＝フランソワ・ホフマン（フランス語版）による資料編纂・執筆。
- Jérôme Poinsot, Hadriana dans tous mes rêves de René DEPESTRE (2016) - Entre les lignes - Littératures Sud.
- Jean-Luc Bonniol, René Depestre à Cuba (1959-1978): service après naufrage (2016), Club de Mediapart.